# Dioscorea paleata
Dioscorea paleata är en enhjärtbladig växtart som beskrevs av Isaac Henry Burkill. Dioscorea paleata ingår i släktet Dioscorea och familjen Dioscoreaceae. Inga underarter finns listade i Catalogue of Life.